# Pierre-Eugène Grenier
Pierre-Eugène Grenier est un comédien et chanteur français né le 5 mai 1833 à Moulins et mort à Paris 2e le 14 janvier 1875.

## Biographie
Élève du tragédien Samson au Conservatoire, Pierre-Eugène Grenier y remporte un premier prix de déclamation puis fait ses débuts au Théâtre de l'Odéon en 1854 dans Le Barbier de Séville de Beaumarchais. Spécialisé dans les emplois de valets, il est engagé par Hippolyte Cogniard aux Variétés en 1859, où il fera toute sa carrière - exception faite de la création de Rabagas de Victorien Sardou, jouée plus de 200 fois au Vaudeville en 1872.
Aux Variétés, il crée les principaux opéras-bouffes de Jacques Offenbach : La Belle Hélène (rôle de Calchas), Barbe-Bleue (le comte Oscar), La Grande-duchesse de Gérolstein (le prince Paul), Le Pont des soupirs (Le Chef du Conseil des dix), Les Braconniers (Campistrous), La Vie Parisienne 2e version (Bobinet) et La Périchole (le Vice-Roi dans les deux versions de 1868 et 1874). Il apparait également dans de nombreuses autres pièces parmi lesquelles Monsieur Jules, L'Homme n'est pas parfait, Le Tour du cadran, Le Trône d'Écosse de Hervé, Les Merveilleuses... Membre du « Comité des Artistes », il meurt subitement le 14 janvier 1875. Une représentation de bénéfice au profit de sa mère est organisé par ses camarades le 28 septembre de la même année, marquant la dernière apparition de la comédienne Virginie Déjazet.
- 1865 : L'Homme qui manque le coche d'Eugène Labiche et Alfred Delacour,  Théâtre des Variétés